# Pinguicula clivorum
Pinguicula clivorum este o specie de plante carnivore din genul Pinguicula, familia Lentibulariaceae, ordinul Lamiales, descrisă de Standley și Amp; Steyerm.. Conform Catalogue of Life specia Pinguicula clivorum nu are subspecii cunoscute.